# ...Live... (album de Klaus Schulze)
Albums de Klaus Schulze
Dune
(1979) Dig It
(1980)
...Live... est le douzième album solo de Klaus Schulze édité en 1980 puis ré-édité en 2007. L'album est enregistré en public à Berlin en 1976, Amsterdam et Paris en 1979. Sur le morceau "Dimagic", Arthur Brown chante comme sur l'album précédent.

## Titres
Tous les titres ont été composés par Klaus Schulze.
- Disque 1

| No | Titre       | Durée |
| -- | ----------- | ----- |
| 1. | Bellistique | 21:24 |
| 2. | Sense       | 51:01 |

- Disque 2

| No | Titre                                     | Durée |
| -- | ----------------------------------------- | ----- |
| 1. | Heart                                     | 30:50 |
| 2. | Dymagic                                   | 29:31 |
| 3. | Le Mans au Premier (bonus sur ré-édition) | 17:57 |

## Artistes
- Klaus Schulze – Synthétiseurs
- Arthur Brown – Chant (sur "Dymagic")
- Harald Grosskopf – Batterie (sur "Sense")